# Tereza Nvotová

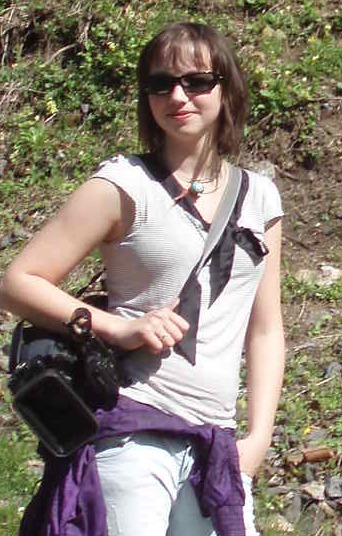
Tereza Nvotová im Jahr 2009

Tereza Nvotová (* 22. Januar 1988 in Trnava, Tschechoslowakei) ist eine slowakische Regisseurin und Schauspielerin.

## Leben
Tereza Nvotová wurde 1988 in Trnava geboren. Ihre Mutter ist die Schauspielerin Anna Šišková, ihr Vater Regisseur Juraj Nvota, ihre Schwester Dorota ist ebenfalls Schauspielerin, aber auch als Sängerin aktiv. Sie wuchs in Bratislava auf und lebt seit ihrem 16. Lebensjahr in Prag. Ihr Abitur machte sie am Gymnasium Nad Štolou und studierte später Regie an der Film- und Fernsehfakultät der Akademie der Musischen Künste. Sie debütierte im Alter von 20 Jahren mit dem Dokumentarfilm Ježíš je normální! (deutsch: Jesus ist normal!), der in Tschechien in die Kinos kam. 2013 machte sie den Abschluss in Dokumentarfilmregie, 2013 dann in Spielfilmregie.
Obwohl sie auch in Spielfilmen als Schauspielerin mitwirkte und 2010 für den Slnko v sieti („Sonne im Netz“) als Beste Hauptdarstellerin für den Film Tango s komármi nominiert wurde, sieht sie sich primär als Regisseurin, da sie sich hinter der Kamera besser und freier fühle. Auch als Drehbuchautorin und Moderatorin hat Nvotová gearbeitet.
Mit ihrem Spielfilmdebüt Ohne ein Wort zu sagen (Originaltitel Špína) hatte sie großen Erfolg. Das Drama, das das Leben einer 17-jährigen Schülerin nach einer Vergewaltigung durch ihren Mathematiklehrer zum Thema hat, war einer der erfolgreichsten Filme des Jahres 2017 in Tschechien und der Slowakei. Der Film gewann mehrere Preise, unter anderem den Neiße-Filmpreis der Sächsischen Kunstministerin (Bester Spielfilm) auf dem Neiße Filmfestival 2017. Nvotová wurde zudem in Tschechien für den Český lev („Böhmischer Löwe“) in der Kategorie Beste Regie nominiert. In dem Film spielt ihre Mutter eine Nebenrolle, für welche diese ebenfalls eine Český-lev-Nominierung (in der Kategorie Beste Nebendarstellerin) erhielt.
2022 gewann Tereza Nvotová für ihren Film Nightsiren beim Filmfestival von Locarno einen Goldenen Leoparden (Bester Film, Kategorie Concorso Cineasti del presente) und erhielt ihre zweite Nominierung für den Český lev in der Kategorie Beste Regie. Ihr Drama Otec wurde 2025 für den Wettbewerbsbereich Orizzonti bei den Internationalen Filmfestspielen von Venedig in der Kategorie Bester Film nominiert.

## Filmografie
- 2010: Tango s komármi (Darstellerin)
- 2017: Ohne ein Wort zu sagen (Špína) (Regie)
- 2018: Mečiar (Regie)
- 2022: Nightsiren (Světlonoc) (Regie)